# Frewsburg, New York
Frewsburg, New York (енгл. Frewsburg) насељено је место без административног статуса у америчкој савезној држави Њујорк.

## Демографија
По попису из 2010. године број становника је 1.906, што је 59 (-3,0%) становника мање него 2000. године.
| Група             | 2000.         | 2010.         |
| Белци             | 1.947 (99,1%) | 1.845 (96,8%) |
| Афроамериканци    | 3 (0,2%)      | 9 (0,5%)      |
| Азијати           | 2 (0,1%)      | 0 (0,0%)      |
| Хиспаноамериканци | 5 (0,3%)      | 17 (0,9%)     |
| Укупно            | 1.965         | 1.906         |